# Elena Firsova
Elena Olegovna Firsova (Елена Олеговна Фирсова, Yelena ou Jelena Firssowa) (São Petersburgo, 21 de março de 1950) é uma compositora russa.

## Vida
Ela nasceu em Leningrado, filha dos físicos Oleg Firsov e Viktoria Lichko. Estudou música em Moscou com Alexander Pirumov, Yuri Kholopov, Edison Denisov e Philip Herschkowitz. Em 1979, ela foi inserida em "listas negras" como uma das "Sete Khrennikov" no Sexto Congresso de Compositores da União Soviética por participar sem permissão de alguns festivais de música soviética no oeste. Casou-se com o compositor Dmitri Smirnov e atualmente vive com ele no Reino Unido.
Ela compôs mais de cem obras em muitos gêneros diferentes, incluindo a ópera de câmara The Nightingale and the Rose, de Oscar Wilde e Christina Rossetti (estreando em 1994 no Almeida Opera Festival, em Londres), uma trabalho para orquestra, Augury (que estreou em 1992 no BBC Proms), que inclui um conjunto de famosas linhas para coral de William Blake, como ‘To see the world in a grain of sand...’ (‘Ver o mundo em um grão de areia...’), e Requiem, poema para soprano, coro e orquestra de Anna Akhmatova (que estreou na Casa de Concertos de Berlim em setembro de 2003).
Seu gênero favorito é a cantata em câmara para voz solo e banda (ou orquestra). Algumas foram escritas para poemas de Alexander Pushkin, Marina Tsvetaeva, Boris Pasternak e Oleg Prokofiev. Entretanto, a maioria delas acompanha poemas do seu poeta favorito, Osip Mandelstam, que incluem Earthly Life,  Tristia, The Stone, Forest Walks, Before the Thunderstorm, Stygian Song, Secret Way,  Seashell, Whirlpool, Silentium, Winter Songs, e Petrarch's Sonnets (na tradução russa por Osip Mandelstam).
Ela recebeu comissões de muitos festivais de música, orquestras e bandas, incluindo a Concertgebouw Orchestra, Brodsky Quartet, Manchester Wind Orchestra, Schubert Ensemble, Freden Festival, Bailes BBC e Expo 2000 (Hanover). Sua música está disponível através da distribuidora Boosey & Hawkes (de Londres), Hans Sikorski (Hamburgo), G. Schirmer (Nova Iorque).

## Trabalhos Selecionados
- Suite for viola solo, Op. 2 (1967)
- A Feast in Time of Plague, ópera de câmara por Alexander Pushkin (1973)
- Cello Concerto No.1 (1973)
- Petrarch’s Sonnets (traduzida por Osip Mandelstam) para voz e banda (1976)
- Chamber Concerto No. 1 para flauta e instrumentos de corda (1978)
- The Night para voz e quarteto de saxofone (Boris Pasternak, 1978)
- Tristia, cantata para voz e orquestra de câmara (Mandelstam, 1979)
- Three Poems of Osip Mandelstam, para voz e piano (1980)
- Misterioso (Quarteto de Cordas No. 3, 1980)
- Shakespeare’s Sonnets para voz e órgão (ou quarteto de saxofone, 1981)
- Chamber Concerto No. 2 (Concerto de Cello No. 2, 1982)
- The Stone, cantata para voz e orquestra(Mandelstam, 1983)
- Violin Concerto No. 2 (1983)
- Earthly Life, cantata de câmara para soprano e banda (Mandelstam, 1984)
- Chamber Concerto No.3 (Concerto de Piano No. 1, 1985)
- Music for 12 para banda (1986)
- Forest walks, cantata para soprano e banda (Mandelstam, 1987)
- Chamber Concerto No. 4 - para trompa e banda (1987)
- Augury para coro e orquestra (William Blake 1988)
- Amoroso (Quartet de Cordas No. 4, 1989)
- Nostalgia para orquestra  (1989)
- Stygian Song para soprano e banda de câmara (Mandelstam, 1989)
- Odyssey para 7 tocadores (1990)
- The Nightingale and the Rose, ópera de câmara (Oscar Wilde/Christina Rossetti, 1991)
- Seashell para soprano e banda (Mandelstam, 1991)
- Whirlpool para voz, flauta e percussão (Mandelstam, 1991)
- Silentium para voz e quarteto de cordas (Mandelstam, 1991)
- Secret Way para voz e orquestra (Mandelstam, 1992)
- Distance para voz, clarinete and quarteto de cordas (Marina Tsvetaeva, 1992)
- Lagrimoso, (Quarteto de Cordas No. 5, 1992)
- Cassandra, para orquestra  (1992)
- Insomnia, para quatro vozes (Pushkin, 1993)
- Before the Thunderstorm, cantata para soprano e banda (Mandelstam, 1994)
- String Quartet No. 6 (1994)
- Compassione (Quarteto de Cordas No. 7, 1995)
- The Stone Guest (Quarteto de Cordas No. 8, 1995)
- No, it is not a Migraine para barítono e piano (Mandelstam, 1995)
- Chamber Concerto No. 5 (Concerto de Cello No. 3, 1996)
- The Door is Closed (Quarteto de Cordas No. 9, 1996)
- Chamber Concerto No. 6 (Concerto de Piano No. 2, 1996)
- The River of Time para coro e orquestra de câmara, em memória de Edison Denisov (Gavrila Derzhavin, 1997)
- La malinconia (Quarteto de Cordas No. 10, 1998)
- Captivity para orquestra de sopro (1998)
- Leaving para orquestra de cordas (1998)
- The Scent of Absence para baixo, flauta e harpa (Oleg Prokofiev, 1998)
- Das erste ist vergangen (Christushymnus 2000) (The Former Things are Passed Away) para soprano, baixo, coro misto e orquestra de câmara (Franz Kafka, Bible, etc., 1999)
- Requiem para soprano, coro e orquestra (Anna Akhmatova, 2001)
- Winter Songs para soprano e cello (Mandelstam, 2003)
- The Garden of Dreams (Homage to Dmitri Shostakovich) para orquestra (2004)
- Farewell (Quarteto de Cordas No.12, 2005)
- Black Bells para piano e banda (2005)
- For Slava" para cello solo (2007)
- Purgatorio (Quarteto de Cordas No.11, completado em 2008)

## Discografia selecionada
- Misterioso, Quarteto de Cordas No.3 Op.24 em: Lydian Quartet in Moscow: Firsova, Chaushian, Child, Lee Art and Electronics: AED 10108 Stereo
- Amoroso, Quarteto de Cordas No.4 Op.40 em: Chilingirian Quartet: Stravinsky, Schnittke, Smirnov, Roslavets, Firsova: Music for String Quartet, Conifer Classics 75605 512522
- La Malinconia, String Quartet No.10 Op.84 in: Brodsky Quartet: Beethoven Op.18 and six more: Alvarez, Beamish, Firsova, Jegede, Smirnov, Tanaka, Vanguard Classics 99212
- Chamber Concerto No.1 para Flauta e Corda Op.19 em: Works by modern composers of Moscow: Smirnov, Bobilev, Firsova, Pavlenko, Artiomov, Mobile Fidelity MFCD 906
- Cassandra for symphony orchestra Op.60 (1992) together with Sofia Gubaidulina: Pro et contra BIS CD-668 STEREO
- The Mandelstam Cantatas (Forest Walks, Earthly Life, Before the Thunderstorm) Studio for New Music Moscow, Igor Dronov, conductor; Ekaterina Kichigina, soprano Megadisc MDC 7816 veja no site Megadisc

## Citações
- É difícil para mim compor; o processo é quase torturante e doloroso, e o trabalho raras vezes vai bem. Mas a qualidade da música, na medida em que eu posso julgar, não depende disso. De vez em quando música que é facilmente escrita é mais efetiva, mas às vezes também é mais superficial.
- Para mim, compor geralmente significa mergulhar em mim mesma, contatar com beleza e comunicação com o mundo não material.
- Compositores - embora nem todos eles - tem muita coisa em comum com sacerdotes e jardineiros.